# Dasystole thoracica
Dasystole thoracica är en fjärilsart som beskrevs av Walker 1857. Dasystole thoracica ingår i släktet Dasystole och familjen mätare. Inga underarter finns listade i Catalogue of Life.